# Андреј Жданов
Андреј Александрович Жданов (рус. Андре́й Алекса́ндрович Жда́нов; Мариупољ, 26. фебруар 1896 — Москва, 31. август 1948) био је совјетски политичар.
Андреј Жданов је приступио бољшевицима 1915. године и пробио се кроз партијске редове, постајући вођа комунинистиче партије Лењинграда након атентата на Сергеја Кирова 1934. године. Током Другог светског рата, Жданов је био задужен за одбрану Лењинграда, а сам Стаљин га је држао као свог потенцијалног заменика тако да је пред крај живота Жданов постао председник парламента Совјетског Савеза.
Његова идеологија, позната као Ждановизам, дефинисала је рану културу Совјетског Савеза. Промовисао је социјални реализам и научни приступ уметности.
Умро је у Москви од болести срца.

## Град Жданов
Његово родно место Мариупољ је 1948. године на Стаљинов предлог променило име у Жданов где је на централном градском парку изграђен споменик у његову част. Током 1989. године град Жданов је вратио свој првобитан назив у Мариупољ, а споменик је 1990. године демонтиран.